# Rogów Opolski
Rogów Opolski (deutsch Rogau) ist ein Ort in der Stadt- und Landgemeinde Krapkowice (Krappitz) im Powiat Krapkowicki der Woiwodschaft Opole in Polen.
Ortsteile von Rogów Opolski sind die Weiler Posiłek (Poschillek) und Skała (Steinbruch).

## Geographie

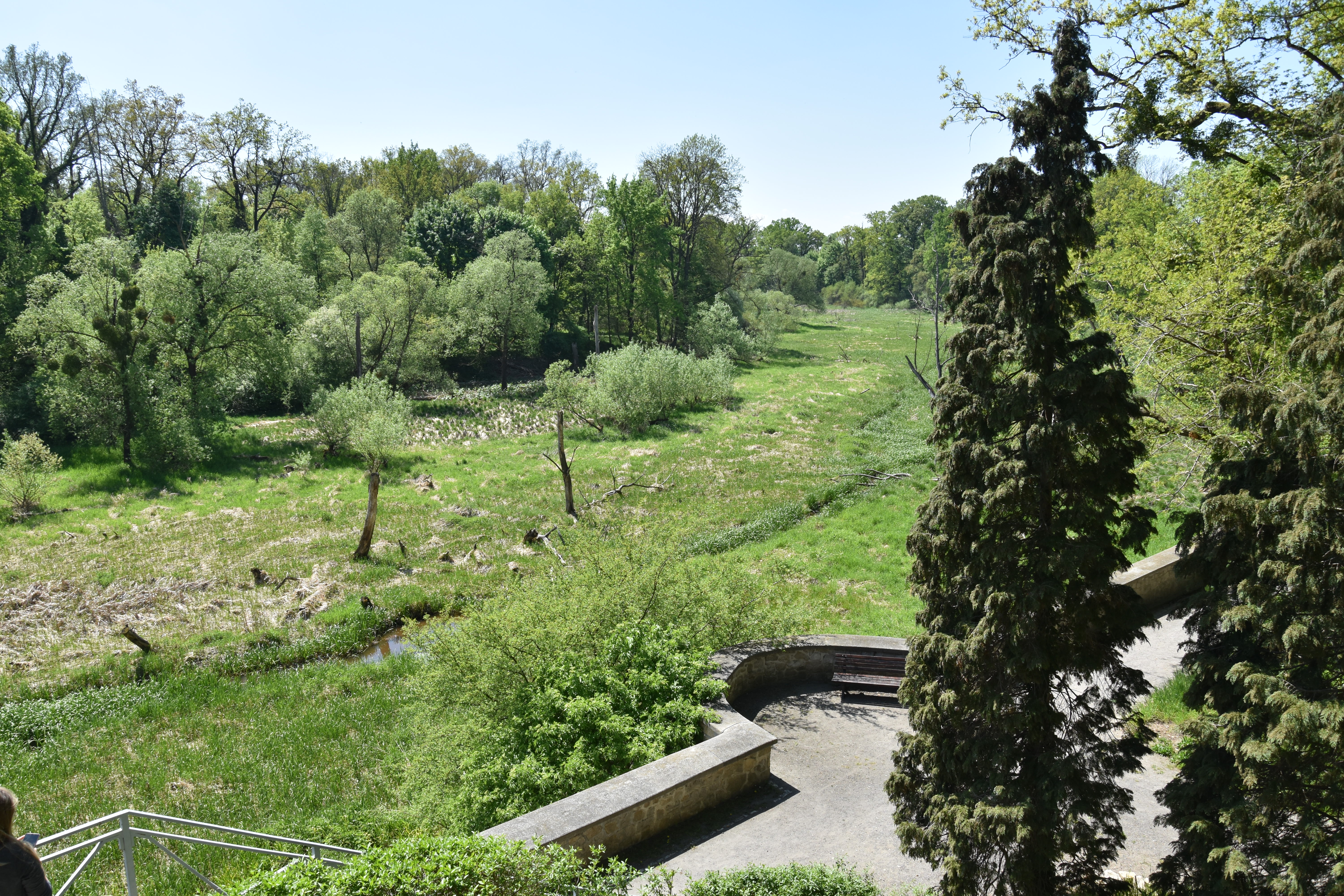
Altarm der Oder (Blick vom Schloss)

Rogów Opolski liegt sieben km nordwestlich von Krapkowice und 17 km südlich von Opole am linken Ufer der Oder in der Schlesischen Tiefebene an einem Altarm der Oder, der heute das Naturschutzgebiet Starorzecze bildet.
Durch den Ort verläuft die Droga wojewódzka 415. Nördlich des Ortes verläuft die Autostrada A4.
Nachbarorte von Rogów Opolski sind im Norden Dąbrówka Górna (Dombrowka a./Oder) und im Südwesten Gwoździce (Forellengrund). Auf der gegenüberliegenden Seite der Oder im Osten liegt das zu Gogolin gehörende Dorf Mallnie (Malnia).

## Geschichte

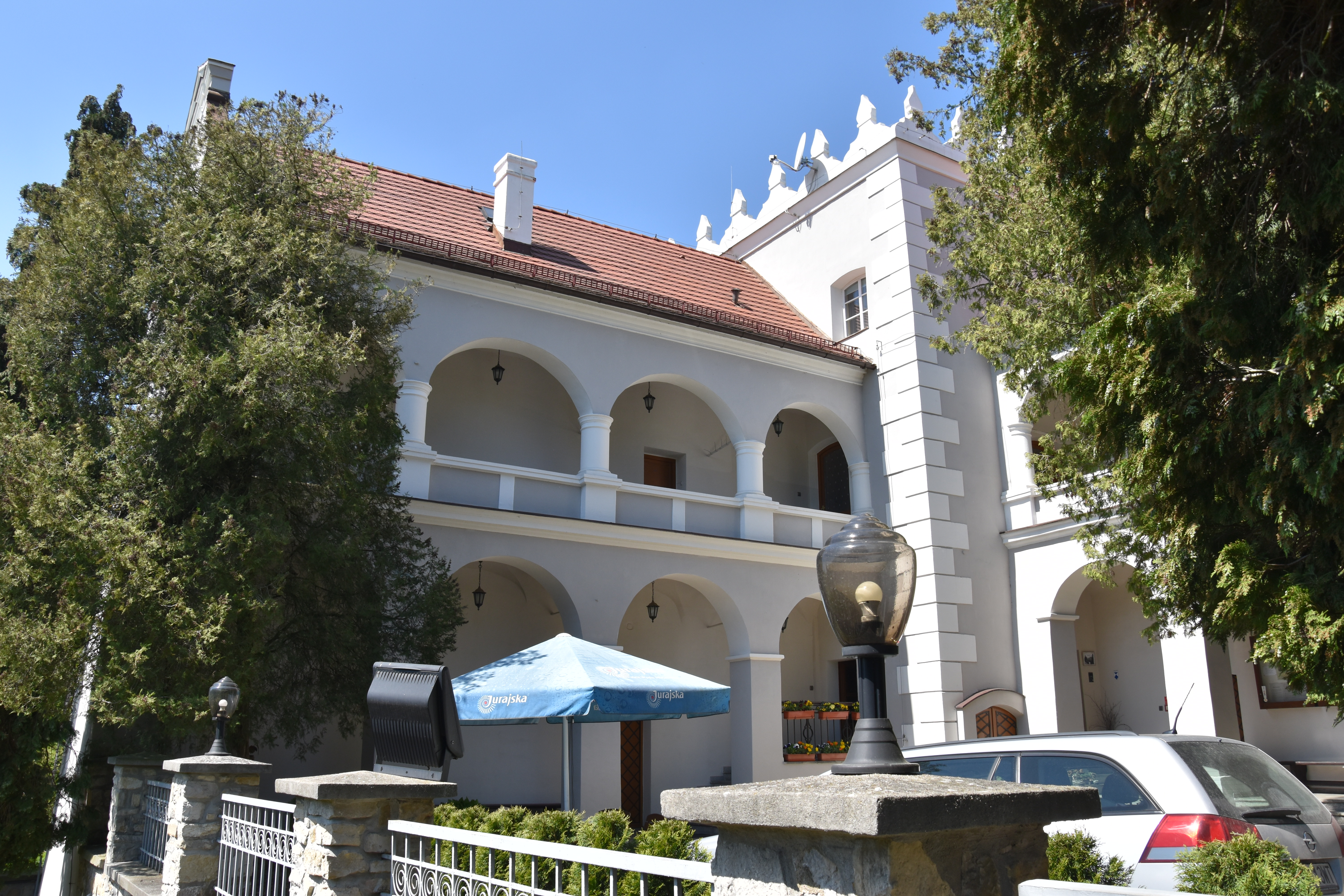
Schloss Rogau

Erstmals urkundlich erwähnt wurde „Rogow“ im Breslauer Zehntregister Liber fundationis episcopatus Vratislaviensis aus den Jahren 1295–1305. Für das Jahr 1335 ist erstmals eine massive Kirche im Ort belegt.
1784 wurde Rogau in den Beyträge zur Beschreibung von Schlesien erwähnt. Damals gehörte es einem Baron vo Haugwitz und lag im Kreis Krappitz des Fürstentums Oppeln, hatte er 364 Einwohner, zusammen mit Quoschütz zwei Vorwerke, neun Bauern, 38 Gärtner und einige Häusler. 1865 bestand Rogau aus einem Rittergut und einem Dorf. Das Dorf hatte mit dem Weiler Poschillek eingeschlossen sieben Bauern, 32 Gärtner und 39 Häusler, eine katholische Kirche und eine 1810 eröffnete katholische Schule.
Bei der Volksabstimmung in Oberschlesien am 20. März 1921 stimmten im Ort 569 Wahlberechtigte für einen Verbleib Oberschlesiens bei Deutschland und 83 für eine Zugehörigkeit zu Polen. Auf Gut Rogau stimmten 92 für Deutschland und elf für Polen. Rogau verblieb nach der Teilung Oberschlesiens beim Deutschen Reich. Bis 1945 befand sich der Ort im Landkreis Oppeln.
Als Folge des Zweiten Weltkrieges kam der Ort unter polnische Verwaltung, wurde der Woiwodschaft Schlesien angeschlossen und ins Rogów Opolski umbenannt. 1950 wurde es der Woiwodschaft Opole eingegliedert. Seit 1999 gehört es zum Powiat Krapkowicki.

## Sehenswürdigkeiten

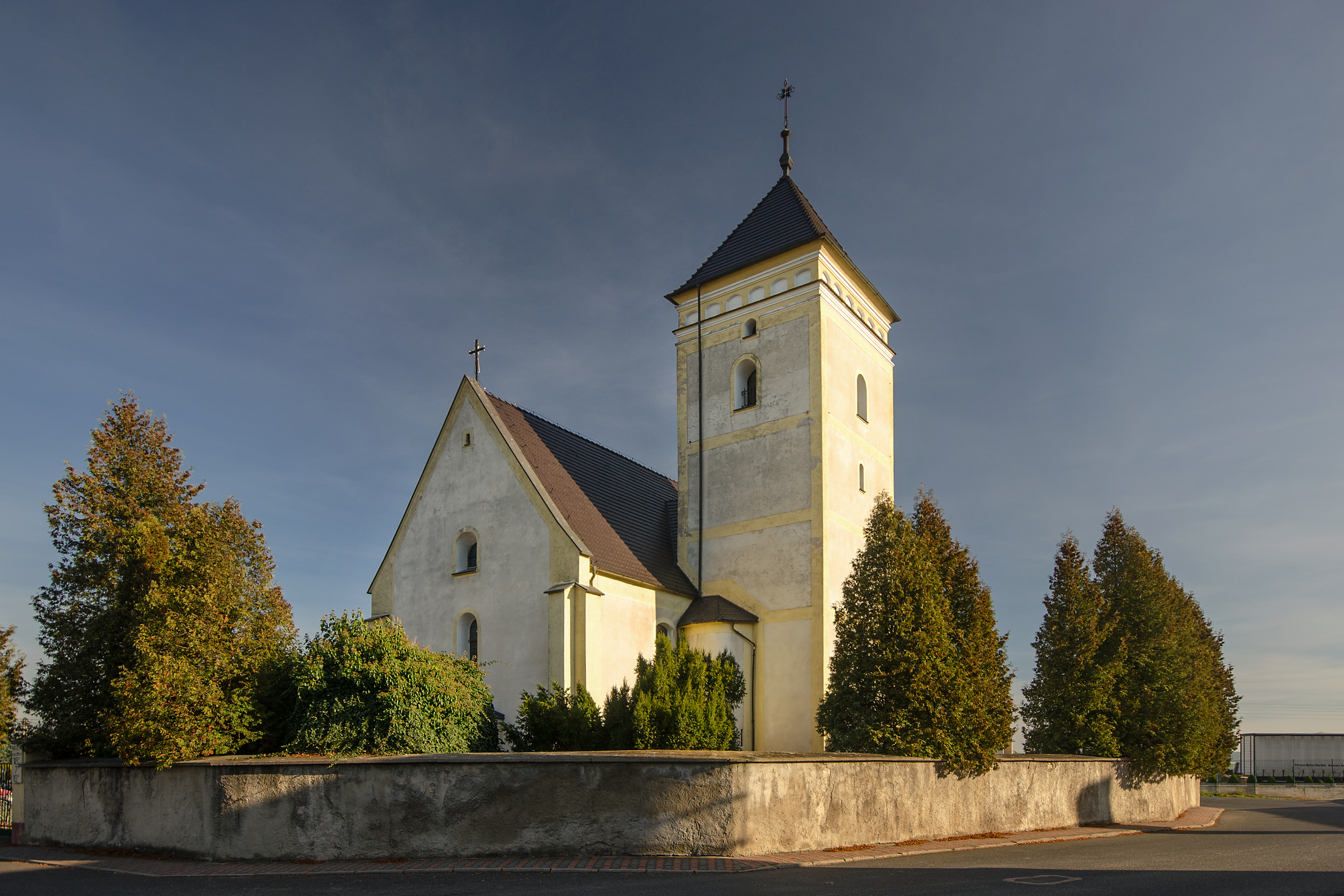
Jakobskirche

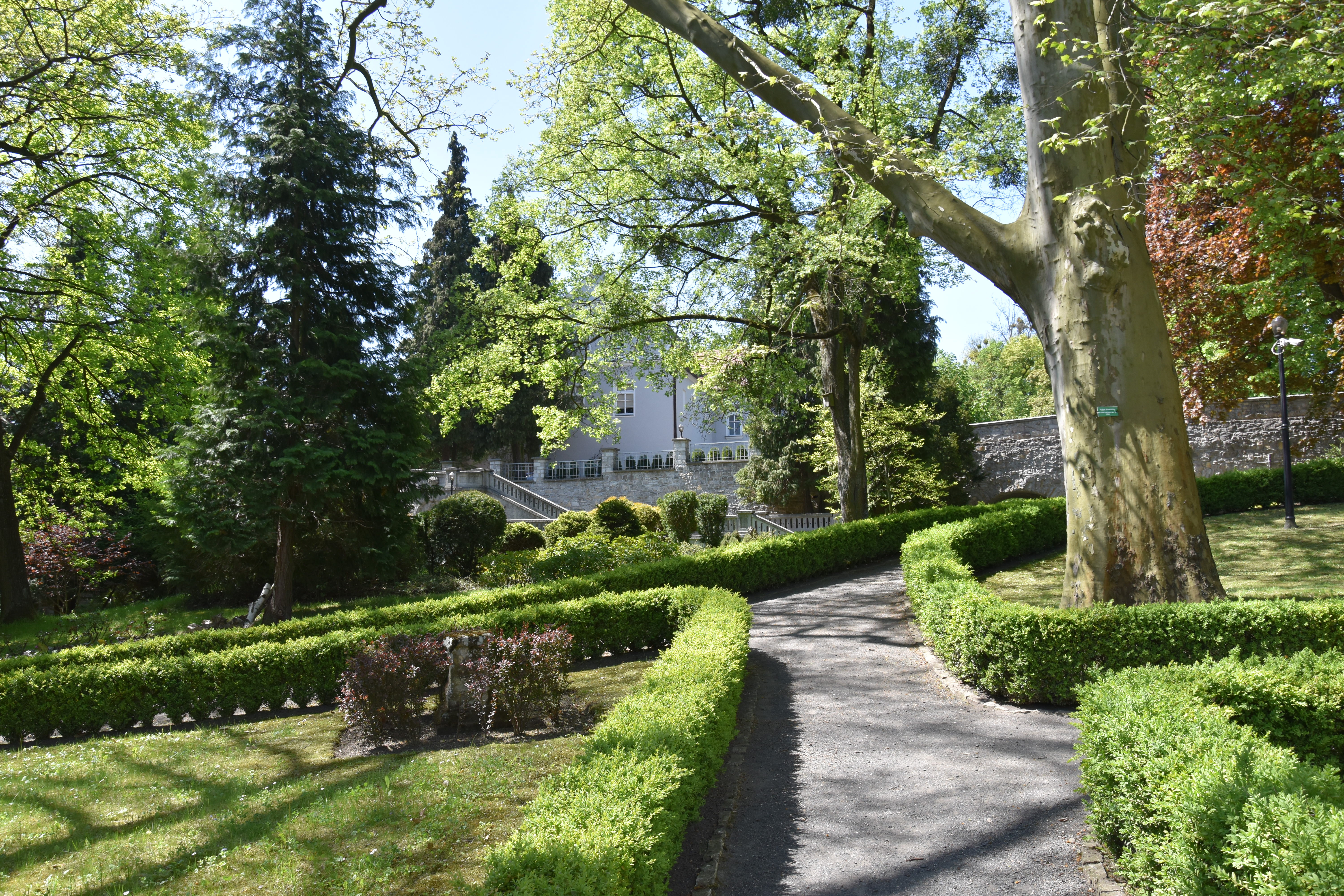
Schlossgarten

- Die Jakobskirche ist eine römisch-katholische Kirche im gotischen Stil. Sie wurde bereits 1355 im Zehntregister des Nuntius Galhardus de Carceribus erwähnt. Der Chor stammt aus der Zeit um 1300 und ist stilmäßig der Zeit um die Wende von der Frühgotik zur Hochgotik einzuordnen. Der Turm und die nördlich gelegene Kirchenhalle wurden zum Ende des 16. Jahrhunderts angebaut. Das einst hochragende Dach des Kirchturms wurde im 19. Jahrhundert von einem Blitz getroffen und zerstört. Beim Wiederaufbau wurde ein niedriges Dach aufgesetzt. Der hölzerne Barockaltar ist eine Arbeit vom Ende des 17. Jahrhunderts. Die Sakristeitür enthält Beschlagteile aus dem 16. Jahrhundert. Im Inneren befindet sich ein Grabstein mit einer Figur des Bestatteten in Lebensgröße vom Ende des 16. Jahrhunderts.[6][7]
- Das Schloss Rogau entstand um 1600 am Steilufer der Oder im Stil der Renaissance. Es beherbergt heute eine Außenstelle der Eichendorff-Zentralbibliothek. Umgeben ist der Schlossbau von einem im 18. Jahrhunderten angelegten Landschaftspark mit Terrassen und einer großen neubarocken Treppenanlage.
- Windmühle
- Mariengrotte
- Friedhofskapelle